# Arrondissement de Meissen (1996-2008)
Pour l'arrondissement actuel, voir Arrondissement de Meissen.
L'arrondissement de Meissen était un arrondissement  ("Landkreis" en allemand) de Saxe  (Allemagne), dans le district de Dresde de 1996 à 2008.
Son chef lieu était Meissen.
Il fut regroupé avec l'arrondissement de Riesa-Grossenhain (Riesa-Großenhain)  le 1er août 2008 selon la réforme des arrondissements de Saxe de 2008, pour former le nouvel arrondissement de Meissen.

## Villes et Communes
(nombre d'habitants en 2007)
| Städte 1. Coswig (22.164) 2. Lommatzsch (5.730) 3. Meißen (28.057) 4. Nossen (7.390) 5. Radebeul (33.203) 6. Radeburg (7.907) Verwaltungsgemeinschaft - Verwaltungsgemeinschaft Ketzerbachtal mit den Mitgliedsgemeinden Ketzerbachtal und Leuben-Schleinitz | Gemeinden 1. Diera-Zehren (3.777) 2. Käbschütztal (2.925) 3. Ketzerbachtal (2.862) 4. Klipphausen (6.170) 5. Leuben-Schleinitz (1.535) 6. Moritzburg (8.182) 7. Niederau (4.186) 8. Triebischtal (4.586) 9. Weinböhla (10.166) |